# Niedergnigl
Niedergnigl, auch Untergnigl, ist ein Teil des Stadtteils Gnigl der Statutarstadt Salzburg. Der Stadtteil hat noch gewissen dörflichen Charakter.

## Geographie

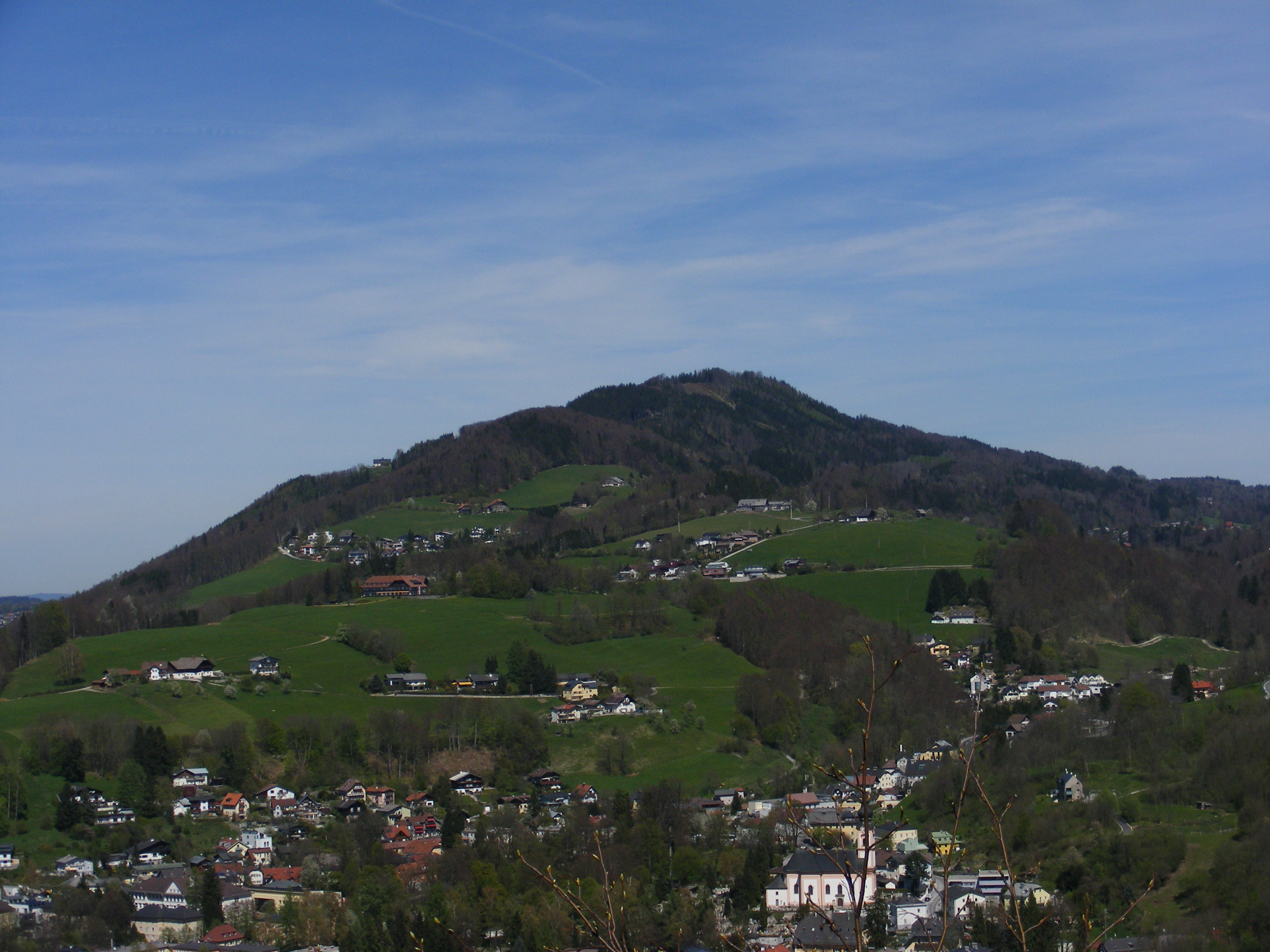
Heuberg, darunter links Niedergnigl (oberer Teil), rechts Obergnigl mit Kirche

Niedergnigl liegt im Nordosten der Stadt, etwa 2½ Kilometer vom Stadtzentrum entfernt, hinter der Salzburg-Tiroler-Bahn an B1 Wiener Straße und B158 Wolfgangsee Straße, entlang des Fußes des Heubergs und des Alterbachs. Niedergnigl umfasst die nordwestlicheren Ortslagen des alten Dorfs Gnigl.
Die Umgrenzung von Niedergnigl ist der Anfang der Heubergstraße, die Minnesheimstraße (der Anfang der B158 Wolfgangsee Straße), Versorgungshausstraße – Grazer Bundesstraße – Schillinghofstraße – Siedlerstraße zum restlichen Gnigl, Bachstraße zu Langwied, und der Bergfuß zu Heuberg.
Nachbarortslagen
| Gnigl Nord    |                                             | Langwied Esch (Stt. Langwied) Heuberg (Stt.) |
|               | Kompassrose, die auf Nachbargemeinden zeigt |                                              |
| Neuhauserfeld | Obergnigl                                   |                                              |

## Geschichte
Schon in der römischen Zeit war der Ortsteil Niedergnigl (teilweise auch als Untergnigl bekannt) an der Gabelung zweier wichtiger Wegverbindungen gelegen wichtig. Der Weg Richtung Linz entlang der Linzer Reichsstraße war die vermutlich meist befahrene Verkehrsader der Stadt Salzburg in Mittelalter und früher Neuzeit. Sie hieß damals auch Österreichstraße (weil sie vom Fürsterzbistum in das Zentrum des kaiserlich-österreichischen Auslands führte). Der Weg nach Ebensee (Salzkammergut) und zum steirischen Erzberg war als Eisenstraße bekannt und hieß hier Grazer Reichsstraße oder Ebenseer Straße, später, als das Salzkammergut als Tourismusregion wichtig wurde, Wolfgangseestraße. An der Gabelung der Grazer Straße und der Linzer Straße befand sich einst das in der Bausubstanz erhaltene alte Mauthaus. Bei dem alten großen Gasthof, dem Thurnerwirt, waren neben Kleinbauern vor allem Handwerker angesiedelt. Das Bader-, das Schmied- und das Wagner-Haus sind in der Bausubstanz erhalten.
 Parallel entwickelte sich etwas oberhalb, um den Fuchshof, ein zweiter Ortskern.
1875 wurde dann die Giselabahn (Salzburg-Tiroler-Bahn) errichtet, 1935 kam Gnigl mit Itzling zu Salzburg, 1939 auch Langwied und Gebiete am Heuberg.
Heute ist die Ortslage vollständig im Stadtgebiet aufgegangen, hat aber abseits der beiden Durchzugsstraßen einen gewissen Dorfcharakter behalten.

## Verkehr und Infrastruktur
Hauptstraßenverkehrsachsen sind die B1 Wiener Straße, hier Linzer Bundesstraße genannt, und die B158 Wolfgangsee Straße, hier Minnesheimstraße – Grazer Bundesstraße.
Niedergnigl ist mit den Obuslinien 2 (durch Obergnigl, Haltestelle Volksschule Gnigl), 4 (nach Mayrwies) und 10 (nach Sam, beide Haltestellen Minnesheimstraße und Turnerstraße) und der Autobuslinien 23 (Hauptbahnhof – Sam – Obergnigl, alle diese Haltestellen) und 151 (Mirabellplatz – Obergnigl – Gaisbergspitze) erreichbar. Auch der Bahnbus, Regionalbuslinien nach St. Gilgen (Kurs 150) und über Eugendorf (Seekirchen – Obertrum 131, Neumarkt – Straßwalchen 130, Thalgau – Mondsee 140) halten im Stadtteil, erstere Volksschule Gnigl, zweitere Turnerstraße.

## Kultur und Sehenswürdigkeiten
- Das ehemalige St.-Anna-Spital (einst auch St.-Anna-Bezirkskranken- und Versorgungshaus genannt, Grazer Bundesstr. 6) wurde 1697 von Fürsterzbischof Johann Ernst von Thun als Pfleghaus (Pfleggerichtshaus Neuhaus) erbaut und im 19. Jahrhundert zu einem Spital erweitert. Über dem Portal des Gebäudes befindet sich bis heute das Wappen des Fürsterzbischofs (Denkmalschutz).
- Die Freyhammer Mühle (Grazer Bundesstr 16), am Alterbach gelegen, ist ein im Kern spätgotisches Gebäude, das heute von barocken und biedermeierlichen Fassadenelementen geprägt ist (Denkmalschutz).
- Das Wäschergütel (Knollengütl, Grazer Bundesstr. 10) stammt im Kern aus dem 16. Jahrhundert und war am Anfang des 19. Jahrhunderts als Wäscherei genutzt. Nach 1862 gehörte es – mittlerweile in Gestalt einer klassizistischen Villa – dem angesehenen Gemeindearzt und Mitbegründer des St.-Anna-Spitals Franz Hattinger und hieß daher auch Doktorgütl (Denkmalschutz).
- Schloss Minnesheim (heute Grazer Bundesstr. 22) von Fürsterzbischof Paris Lodron erbaut, 1888 tiefgreifend umgebaut. Die Reste des zugehörigen Schlossgartens (Minnesheimpark, Gniglerpark) liegen im Wesentlichen in Obergnigl.

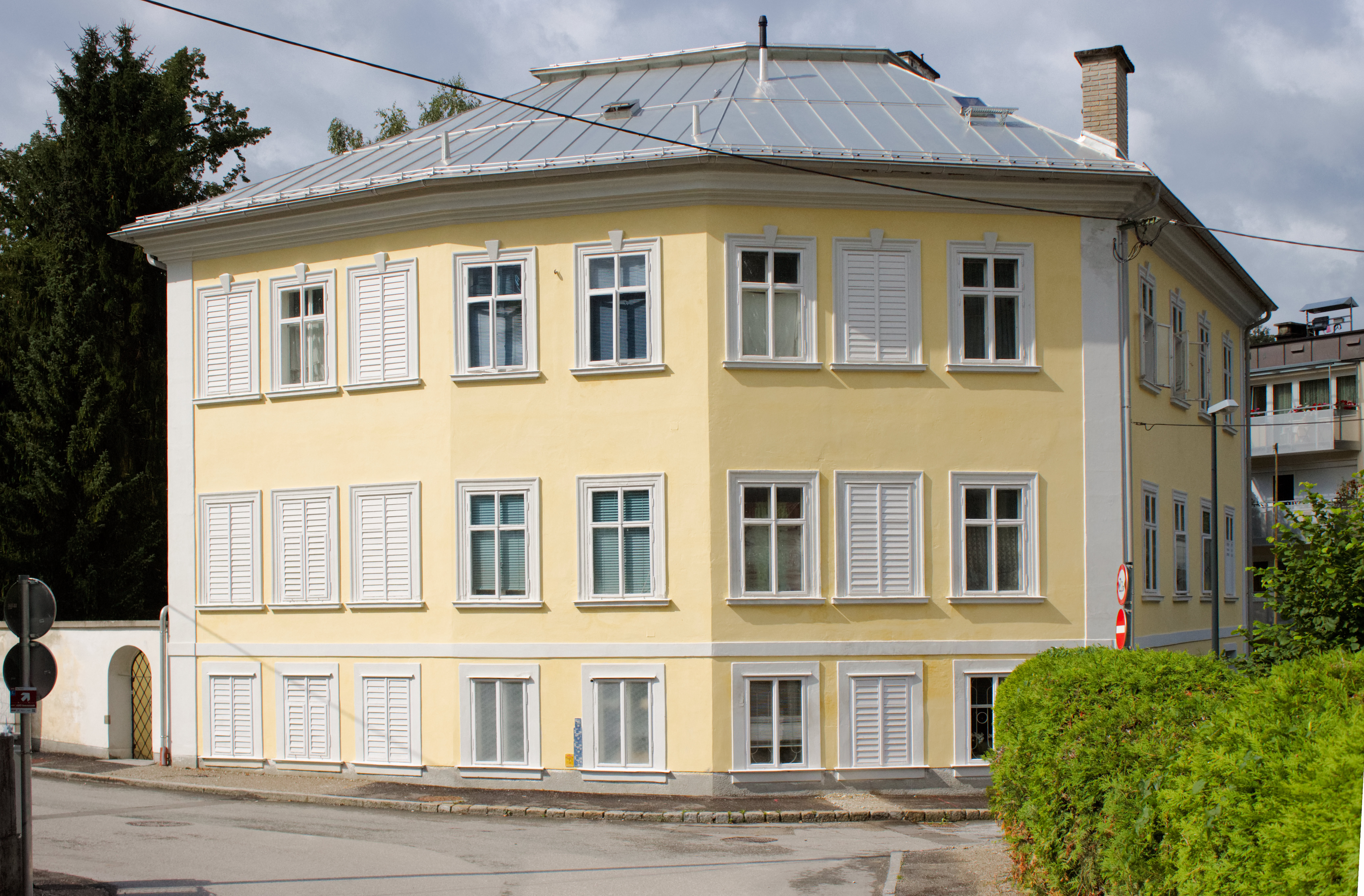
Schloss Minnesheim
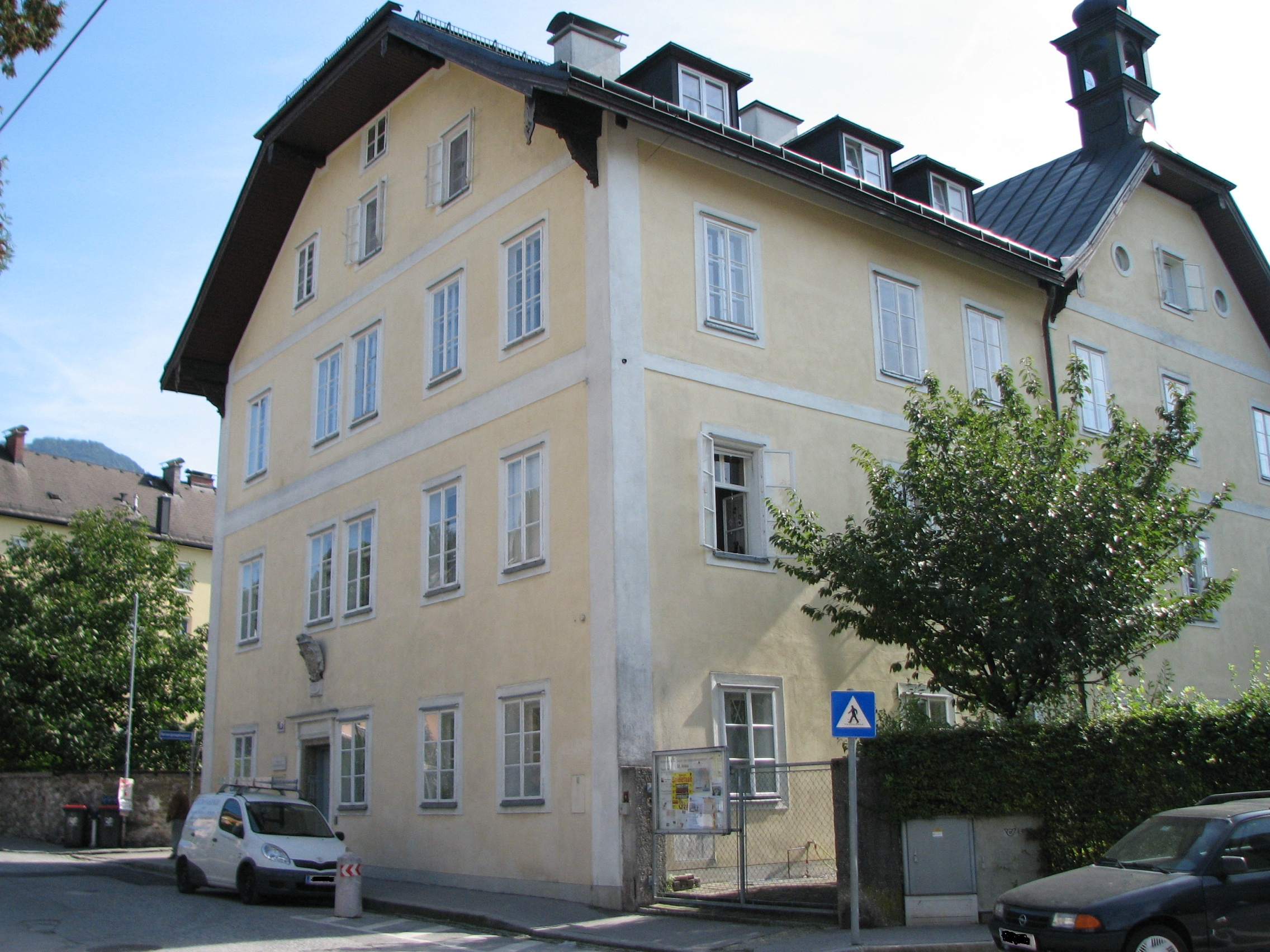
St.-Anna-Spital
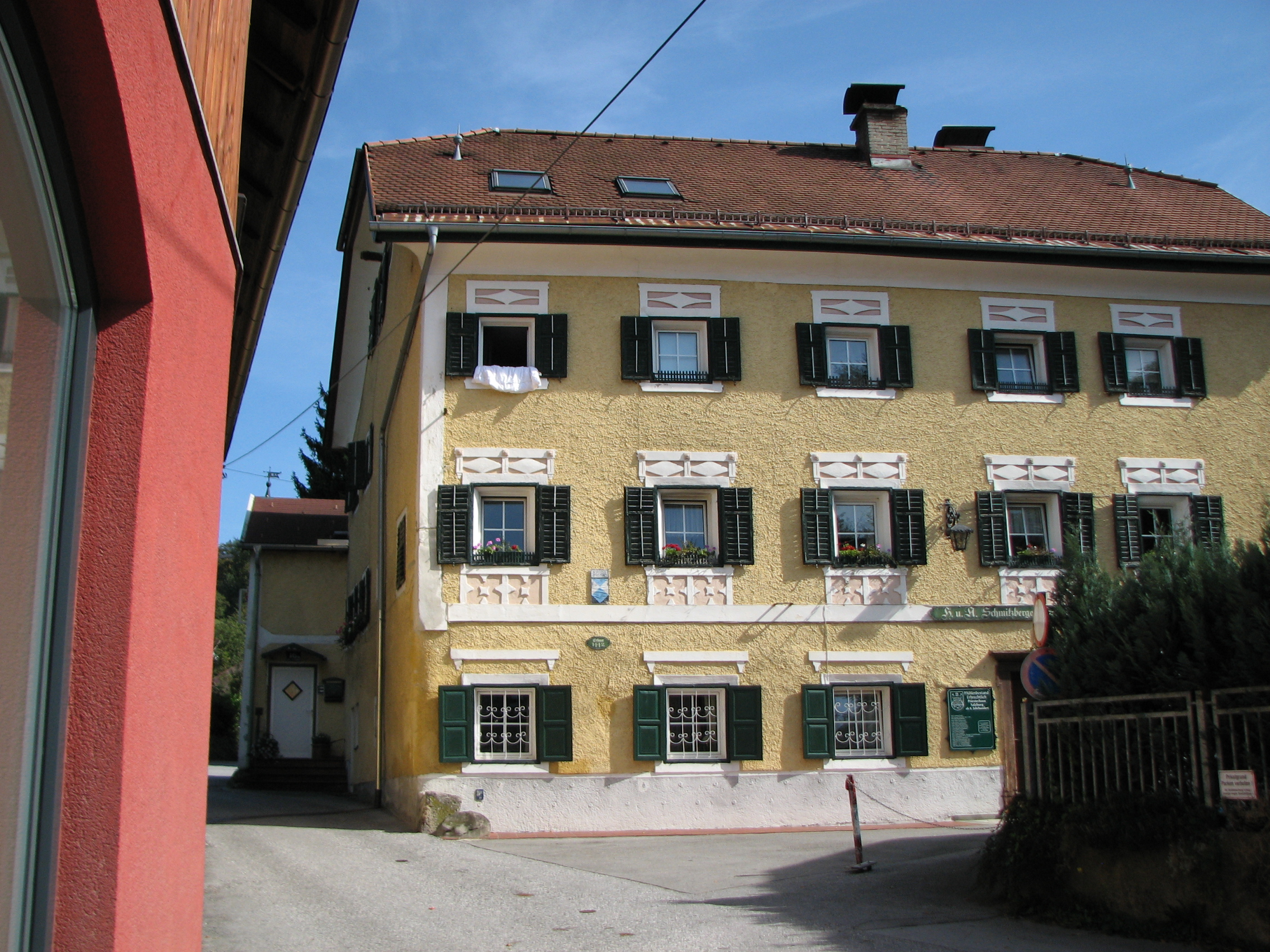
Freyhammer Mühle
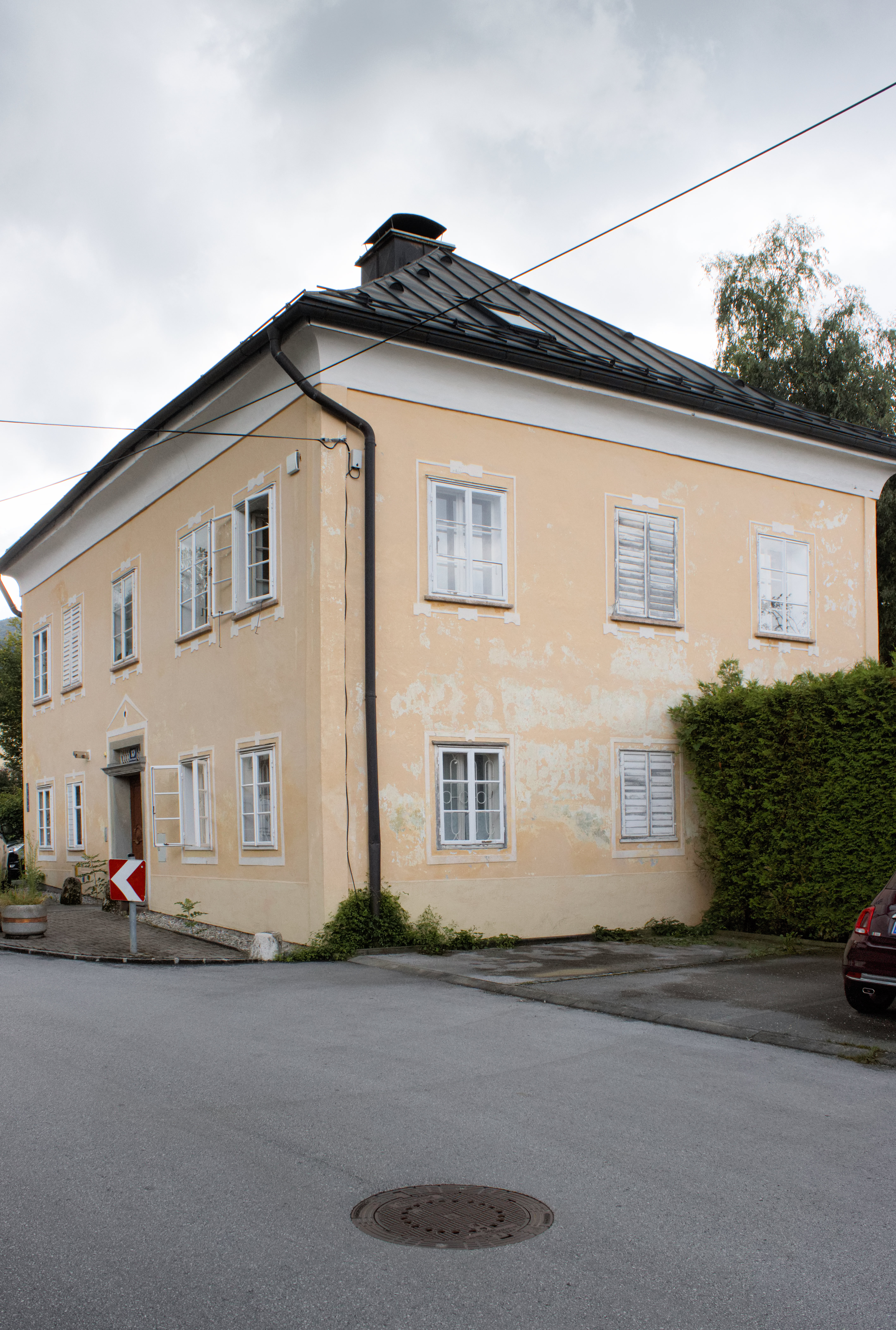
Wäscher-/Knollen-/Doktorgütl

## Nachweise
- Sabine Veits-Falk, Thomas Weidenholzer, Martin Zehentner (Buchgestaltung): Gnigl, mittelalterliches Mühlendorf, Gemeinde an der Eisenbahn, Salzburger Stadtteil. Gnigler Stadtteilchronik. Eigenverlag Verein Stadtteilentwicklung Gnigl-Langwied-Sam, Salzburg 2010, ISBN 978-3-900213-13-8.
- 50101 – Salzburg. Gemeindedaten der Statistik Austria

1. 1 2 3  Die Grazer Bundesstraße verlief früher direkt durch Untergnigl, der Anfang dieser Straße ist heute eine schlängelnde Nebenstraße nördlich parallel zur Minnesheimstraße. Die Abzweigung B151 von der B1 fällt heute in das Gebiet Neuhauserfeld
2. ↑  Liniennetz- und Umgebungspläne, Salzburger Verkehrsverbund, svv-info.at (diverse Pläne, pdf)
3. ↑  vergl. Kategorie:Buslinie. In: Salzburger Nachrichten: Salzburgwiki.